# Johanne Marie Tremblay
Johanne Marie Tremblay est une actrice québécoise née en 1950 à Montréal (Québec).

## Filmographie
- 1982 : Une vie... (série télévisée) : Anne Vanasse
- 1988 : Portion d'éternité : Julie
- 1988 : À corps perdu : Sarah
- 1989 : Jésus de Montréal : Constance
- 1990 : Pas de répit pour Mélanie : la mère de Mélanie
- 1990 : Nuits d'Afrique
- 1990 : Moody Beach : Françoise
- 1990 : Les Filles de Caleb (série télévisée) : Célina Bordeleau
- 1992 : La Vie fantôme : Annie
- 1992 : Un amour aveugle (TV)
- 1992 : Tirelire, combines et cie : Jacqueline
- 1992 : La Sarrasine : Félicité Lemieux
- 1992 : Seul, avec Claude : la femme de l'inspecteur
- 1994 : Louis 19, le roi des ondes : femme rancunière
- 1998 : Hasards ou Coïncidences
- 1998 : Un hiver de tourmente (TV) : Jeanne Brisebois
- 2001 : Mon meilleur ennemi (série télévisée) : Louise Gravel
- 2001 : Une jeune fille à la fenêtre
- 2002 : Tag - Épilogue (série télévisée) : Simone
- 2002 : Asbestos : Béatrice
- 2003 : Les Invasions barbares : sœur Constance
- 2003 : En magasin : la mère
- 2004 : Mémoires affectives : infirmière
- 2004 : Nouvelle-France : Madeleine Carignan
- 2004 : Ma vie en cinémascope : Bertine Robitaille
- 2005 : Big Money
- 2005 : Sans elle de Jean Beaudin : Denyse
- 2007 : L'Âge des ténèbres
- 2009 : J'ai tué ma mère de Xavier Dolan : enseignante au pensionnat
- 2013 : 30 vies : Agnès Jobin
- 2013 : Le Démantèlement de Sébastien Pilote : Françoise
- 2014 : Le Règne de la beauté de Denys Arcand : Manon Savard
- 2016 : District 31 : Gisèle Cadieux-Juneau (4 épisodes)
- 2019 : Les Barbares de La Malbaie de Vincent Biron : Carole